# Duga Resa
  Duga Resa  város és község Horvátországban, Károlyváros megyében. Közigazgatásilag Belajska Vinica, Belavići, Bošt, Cerovački Galovići, Donje Mrzlo Polje Mrežničko, Donji Zvečaj, Duga Resa, Dvorjanci, Galović Selo, Gorica, Gornje Mrzlo Polje Mrežničko, Grganjica, Gršćaki, Kozalj Vrh, Lišnica, Mihalić Selo, Mrežničke Poljice, Mrežnički Brig, Mrežnički Novaki, Mrežnički Varoš, Mrežničko Dvorište, Novo Brdo Mrežničko, Pećurkovo Brdo, Petrakovo Brdo, Sveti Petar Mrežnički, Šeketino Brdo, Venac Mrežnički és Zvečaj tartozik hozzá.

## Fekvése
Károlyvárostól 6 km-re délkeletre, a Mrežnica partján fekszik.

## Története
Duga Resa területén már az ókorban éltek emberek. Ezt bizonyítják a plébániatemplom mellett előkerült római kori leletek. A településnek és Szent Péternek szentelt plébániatemplomának első írásos említése 1380-ban történt. A templom mai formájában 1711-ben épült fel. Duga Resa a török időktől a katonai határőrvidék része volt. 1871-ben megszűnt a katonai közigazgatás, mely kedvező feltételeket nyújtott a polgári fejlődésnek. A település első iskolája 1875-ben nyílt meg. 1883-ban még mindössze 13 ház állt itt. Duga Resa fejlődésére óriási hatással volt a textilgyár megépítése, mely 1884-ben kezdte meg termelését. Ezt követően indult meg a környező falvak lakosságának beköltözése. A lakosság száma 1890-re több mint kétszeresére, 1910-re már csaknem ötszörösére nőtt. A gyár vonzáskörzete mintegy ötven kilométerre tágult, a háború előtti munkáslétszám már elérte a négy és fél ezret. 1905-ben új négy tantermes iskolát építettek és hozzá négy pedagógus lakást építettek. Az építést a gyár tulajdonosa jelentős anyagiakkal támogatta. 1925-ben megnyílt a település első közkönyvtára, melyben 1952-ben olvasókör alakult. 
A településnek 1857-ben 256, 1910-ben 1417 lakosa volt. A trianoni békeszerződésig Zágráb vármegye Károlyvárosi járásához tartozott. 2011-ben a városnak 5989, a községnek összesen 11164 lakosa volt.

## Lakosság
| Lakosság változása | Lakosság változása | Lakosság változása | Lakosság változása | Lakosság változása | Lakosság változása | Lakosság változása | Lakosság változása | Lakosság változása | Lakosság változása | Lakosság változása | Lakosság változása | Lakosság változása | Lakosság változása | Lakosság változása | Lakosság változása |
| ------------------ | ------------------ | ------------------ | ------------------ | ------------------ | ------------------ | ------------------ | ------------------ | ------------------ | ------------------ | ------------------ | ------------------ | ------------------ | ------------------ | ------------------ | ------------------ |
| 1857               | 1869               | 1880               | 1890               | 1900               | 1910               | 1921               | 1931               | 1948               | 1953               | 1961               | 1971               | 1981               | 1991               | 2001               | 2011               |
| 256                | 273                | 298                | 635                | 1028               | 1417               | 1242               | 1992               | 3337               | 3773               | 4209               | 4666               | 6747               | 7513               | 6601               | 5989               |

## Nevezetességei
- Szent Péter tiszteletére szentelt plébániatemploma középkori eredetű, mai formájában 1711-ben épült barokk stílusban.
- A Páduai Szent Antal-templom[4] négyzet alaprajzú, téglalap alakú szentéllyel és a déli oldal homlokzata mentén álló harangtoronnyal. Egy régebbi kápolna helyén épült a duga resai pamutgyár dolgozóinak adományaival 1933-ban Nikola Marić építészmérnök tervei szerint, aki mind belső berendezéseket, mind a külső megjelenést tervezte. A templom egyszerű külső kialakítással rendelkezik, a jellegzetes sima felületekkel. A templom a világháborúk közötti modernitás időszakának legnagyobb szakrális építménye Károlyváros vidékén, amely az építészeti, festészeti és művészeti stílusok egysége miatt a gesamtkunstwerk minőségi példája.
- A duga resai Alsómalom[5] a Mrežnica folyó bal partján áll, a folyó mentén hosszanti irányban helyezkedik el. Az épület egy téglalap alaprajzú, különálló földszintes ház, amelynek fő bejárata a történelmi Jozefina felé néző homlokzaton van, a hátsó rész pedig a Mrežnica folyó felé néz. Méretei, valamint építési módja is jelzi a malom fontosságát, amely nemcsak helyi jelentőséggel bírt. A malom egyike a Duga Resa területén megmaradt három malomnak, egyben a megye egyik legfontosabb ipari műemléke.